# Madagascar 3: Europe's Most Wanted
Madagascar 3: Europe's Most Wanted (bra: Madagascar 3 - Os Procurados; prt: Madagáscar 3) é um filme de animação digital estadunidense de 2012 produzido pela PDI/DreamWorks e distribuído pela Paramount Pictures. É o terceiro filme da franquia Madagascar, sendo a sequência de Madagascar: Escape 2 Africa e o primeiro filme da série a ser lançado em 3D. Foi dirigido por Eric Darnell, Conrad Vernon e Tom McGrath a partir de um roteiro de Darnell e Noah Baumbach, e conta com Ben Stiller, Chris Rock, David Schwimmer, Jada Pinkett Smith, Sacha Baron Cohen, Cedric the Entertainer, Andy Richter, McGrath, Chris Miller, Christopher Knights e Vernon reprisando seus papéis dos filmes anteriores, ao lado dos novos membros do elenco Jessica Chastain, Bryan Cranston, Martin Short e Frances McDormand.
O filme acompanha o leão Alex, o zebra Marty, o girafa Melman e a hipopótamo Gloria que ainda estão lutando para voltar para casa em Nova York. Desta vez, sua jornada os leva para a Europa, onde são perseguidos incansavelmente pela capitã Chantel DuBois, a cruel líder do controle de animais de Mônaco. Como meio de conseguir passagem para a América do Norte, os animais se juntam a um circo, onde se tornam amigos íntimos de outros animais artistas, incluindo os novos personagens Gia, Vitaly e Stefano. Juntos, eles revitalizam espetacularmente os negócios e, ao longo do caminho, repensam se sua verdadeira casa realmente é Nova York.
A produção de um terceiro filme da série Madagascar foi anunciado em agosto de 2008, três meses antes do lançamento do segundo filme. Boa parte da animação e efeitos visuais do filme foram realizados pela DreamWorks Dedicated Unit, uma unidade da Technicolor sediada na Índia. Assim como acontece com outros filmes da franquia, Madagascar 3: Europe's Most Wanted apresenta diversas músicas de diversos artistas, com trilha musical composta por Hans Zimmer.
Estreou fora de competição no Festival de Cannes de 2012 no dia 18 de maio, sendo lançado nos cinemas do Brasil em 7 de junho, nos Estados Unidos em 8 de junho e em Portugal no dia 26 de julho. Recebeu comentários geralmente positivos da crítica e foi o oitavo filme de maior bilheteria de 2012 e o filme de maior bilheteria da franquia, com um faturamento mundial de mais de US$ 746 milhões contra um orçamento de produção de US$ 145 milhões. Um spin-off intitulado Penguins of Madagascar foi lançado em novembro de 2014. Uma sequência, "Madagascar 4", foi inicialmente planejada para lançamento nos cinemas em maio de 2018, mas foi removida do cronograma de lançamento após uma reestruturação da DreamWorks Animation em janeiro de 2015.

## Enredo
Os amigos Alex, o leão, Marty, a zebra, Gloria, a hipopótamo, e Melman, a girafa, depois de um longo período na África, decidem voltar para Nova Iorque, pois sentem saudades do zoológico. Para isso, primeiro eles cruzam o Mediterrâneo nadando até chegar em Monte Carlo, onde os pinguins e os chimpanzés estão. No entanto, esse plano acaba não dando muito certo, e os animais são descobertos e perseguidos por homens do controle de animais e pela sua terrível capitã, Chantel DuBois, que, sabendo que entre os animais havia um leão, que poderia ser seu maior troféu como caçadora, não hesitaria em persegui-lo até apanhá-lo.
Enquanto fogem, o grupo acaba encontrando um trem. Nele, estão embarcados um trio de animais de circo: Vitaly, um tigre russo nada amistoso, Gia, uma jaguar italiana super bondosa, e Stefano, um leão-marinho também italiano, meio atrapalhado, porém alegre e divertido. Este trio, pensando que os quatro também são animais de circo, decide ajudá-los, colocando-os no trem, e então conseguem fugir. No caminho, em uma conversa, Stefano, pergunta aos novos companheiros do que eles são capazes de fazer em um espetáculo circense. Então Alex, querendo impressioná-lo, inventa um monte de situações em que consegue agradar ao público (que são completamente diferentes de suas apresentações no zoológico). Marty, Gloria e Melman fazem o mesmo. Isso faz com que Stefano e Gia fiquem impressionados, mas Vitaly não confia nos quatro. Então, o leão-marinho conta aos novos amigos que estão indo para Roma fazer um espetáculo, e depois prosseguirão para Londres, onde, se um promotor aprovar o show, irá lhes dar um contrato para uma turnê nos Estados Unidos, passando primeiro por Nova Iorque.
No entanto, o show dos animais de circo em Roma mostra-se um fracasso. No caminho para Londres, Stefano logo revela a Alex que Vitaly era a maior estrela de todas, mas desistiu devido a um acidente em uma de suas cenas de ação, o que fez com que seus amigos perdessem a fé no circo. Em uma parada nos Alpes, Alex levanta a moral da turma dos animais circenses convencendo-os de que eles são capazes de fazer qualquer número; Marty encontra uma nova paixão ao treinar um número de homem-bala de canhão com Stefano, enquanto Melman e Gloria decidem treinar dança na corda bamba. Gia convence Alex a ensinar "trapézio americano"; no processo, eles se aproximam e passam a demonstrar um interesse amoroso.
Enquanto isso, DuBois é presa em Roma enquanto persegue os animais, mas rapidamente escapa e descobre que Alex era o leão desaparecido do zoológico de Nova York. Uma vez livre, DuBois remonta pessoalmente seus homens feridos em perseguições anteriores e com eles vai até os Alpes utilizando seu poderosíssimo olfato; ao perceberem sua chegada, os pinguins forçam Alex a apressar os animais rumo à Londres, apesar dos ensaios incompletos. Alex encontra Vitaly se preparando para desistir do circo e o convence a ficar, lembrando-o de como ele gosta de realizar o impossível; ele sugere que Vitaly use condicionador de cabelo como um lubrificante mais seguro para executar seu salto do anel flamejante, bem como reparar seu pêlo danificado. Como resultado, o número de Vitaly é realizado perfeitamente e o show londrino se torna um sucesso espetacular, conseguindo impressionar o promotor o suficiente para fazê-lo ceder o desejado contrato da turnê americana para os animais.
Contudo, DuBois reaparece com um jornal mostrando que Alex estava desaparecido. Embora os pinguins tenham conseguido frustrar o plano de DuBois, Alex é forçado a confessar que ele seus amigos são apenas animais do zoológico tentando chegar em casa, decepcionando Gia, Vitaly, Stefano e os outros animais do circo que se sentiram lesados por eles; com isso, Alex, Marty, Melman e Gloria se separam de todos do circo, mas conseguem ir até a cidade de Nova York no mesmo navio que eles. Percebendo o quanto suas aventuras os mudaram, os animais do zoológico descobrem que seu verdadeiro lar era o circo. Antes que eles possam voltar, DuBois surge novamente e os neutraliza com dardos tranquilizantes, capturando-os, antes de serem descobertos pela equipe do zoológico, que acredita incorretamente que ela é a responsável por devolver os animais desaparecidos. Julien, que estava acompanhando os quatro amigos, consegue escapar e volta para os animais de circo, convencendo-os a resgatar seus amigos.
De volta ao zoológico, Alex acorda e descobre que ele e seus amigos estão presos em cercas maiores. DuBois, que foi homenageada pelos funcionários do zoológico, carrega secretamente um dardo com um veneno mortal em uma pistola que ela esconde dentro de um dedo de espuma, se preparando para executar publicamente Alex. Segundos antes da bala envenenada atingir o leão, Gia surge dos ceús e o resgata; de repente, todo o circo dos animais chega em um enorme balão, livrando os animais dos cativeiros do zoológico e derrotando DuBois e seus capangas. Alex e seus amigos finalmente decidem se juntar permanentemente ao circo para perseguir suas aventuras, enquanto DuBois e seus capangas são enviados em caixas com destino a Madagascar (assim como os próprios animais do zoológico estavam no primeiro filme) graças aos pinguins.

## Elenco
| Marcelo Sandryni |

| Pedro Eugênio |

## Produção
Meses antes do lançamento de Madagascar: Escape 2 Africa em 2008, o CEO da DreamWorks Animation, Jeffrey Katzenberg, havia confirmado a realização de uma terceira parte para a franquia Madagascar. Katzenberg afirmou: "Há pelo menos mais um capítulo. Em última análise, queremos ver os personagens voltando para Nova York". Na turnê de imprensa da Television Critics Association em janeiro de 2009, Katzenberg foi questionado novamente se haveria um terceiro filme da série; ele respondeu: "Sim, estamos fazendo Madagascar 3 agora e será lançado no verão de 2012". Em 9 de agosto de 2010, Katzenberg revelou em um e-mail que o roteirista e diretor Noah Baumbach já havia reescrito sessenta páginas para o roteiro.
Uma quantidade significativa da animação e dos efeitos visuais do filme foi feita na DreamWorks Dedicated Unit, uma unidade da Technicolor com sede na Índia.

## Lançamento
Madagascar 3: Europe's Most Wanted estreou fora de competição no Festival de Cinema de Cannes em 18 de maio de 2012. O lançamento nos cinemas americanos ocorreu em 8 de junho de 2012. O filme também foi convertido para o formato IMAX para ser exibido especificamente em territórios europeus, incluindo Rússia, Ucrânia e Polônia.

### Mídia doméstica
O filme foi lançado em DVD, Blu-ray e Blu-ray 3D em 16 de outubro de 2012; o lançamento do Blu-ray 3D veio acompanhado de uma peruca arco-íris de brinde. Até abril de 2014, 9,1 milhões de unidades da mídia doméstica do filme foram vendidas em todo o mundo.

## Recepção

### Desempenho comercial
A animação arrecadou US$ 216.391.482 na América do Norte e US$ 530.529.792 em outros países, totalizando US$ 746.921.274 em todo o mundo. Seu fim de semana de estreia mundial totalizou US$ 137,6 milhões. Madagascar 3 se tornou o filme de maior bilheteria da franquia mundialmente, o quarto filme de maior bilheteria da história da DreamWorks Animation, o segundo filme de animação de maior bilheteria de 2012 e o oitavo filme de maior bilheteria daquele ano. No geral, é o décimo primeiro filme de animação de maior bilheteria da história e o 113º filme de maior bilheteria de todos os tempos. O filme demorou 66 e 94 dias para superar as receitas do primeiro e segundo filme, respectivamente. Superou Kung Fu Panda 2 para se tornar o filme "não-Shrek" de maior bilheteria da DreamWorks e o primeiro filme também "não-Shrek" a atingir a marca de US$ 700 milhões arrecadados.
Na América do Norte, o filme arrecadou US$ 20,7 milhões no dia de estreia, valor superior ao faturamento do dia de estreia do filme original (US$ 13,9 milhões) e de sua sequência (US$ 17,6 milhões). No fim de semana de estreia, o filme ficou em primeiro lugar batendo Prometheus, com US$ 60,3 milhões, valor superior à abertura do filme original (US$ 47,2 milhões), embora ficasse atrás do fim de semana de abertura de Escape 2 Africa (US$ 63,1 milhões). Permaneceu no primeiro lugar por dois finais de semana consecutivos. Nos Estados Unidos, Madagascar 3 se tornou o filme de maior bilheteria da série, o sexto filme de maior bilheteria da DreamWorks Animation, o segundo filme de animação de maior bilheteria de 2012, e o décimo filme de maior bilheteria do ano.
Fora do território estadunidense, Madagascar 3 superou Shrek para Sempre para se tornar o filme de maior bilheteria da DreamWorks Animation. No fim de semana de estreia, liderou as bilheterias com US$ 77,3 milhões em 28 países. Ocupou essa posição por três finais de semana consecutivos. Suas três estreias de maior bilheteria ocorreram na Rússia/CEI (US$ 15,7 milhões), China (US$ 10,4 milhões) e Brasil (US$ 10,1 milhões em 5 dias). O filme estabeleceu um recorde de estreia para filmes de animação na Rússia com US$ 3,7 milhões (já superado por Ice Age: Continental Drift) e o terceiro filme de maior bilheteria de todos os tempos no país (na época), arrecadando US$ 49,4 milhões. Também estabeleceu um recorde de fim de semana de estreia para qualquer filme na Argentina com US$ 3,80 milhões (também superado posteriormente por Continental Drift) e estabeleceu recordes de fim de semana de estreia para filmes de animação no Brasil, Venezuela, e Emirados Árabes Unidos. Além disso, Madagascar 3 faturou US$ 39 milhões na Alemanha, US$ 34 milhões no Reino Unido e US$ 28 milhões na Itália.

### Resposta da crítica
Baseado em 133 resenhas, o filme possui um índice de aprovação de 78% no agregador de críticas Rotten Tomatoes e uma classificação média de 6,7/10; o consenso crítico do site diz: "Deslumbrantemente colorido e frenético, Madagascar 3 é bobo o suficiente para crianças pequenas, mas possui inteligência surpreendente o suficiente para envolver os pais ao longo do caminho". Com essa avaliação, Madagascar 3 é o filme mais bem avaliado da trilogia Madagascar no site (o primeiro filme possui 55% de aprovação e o segundo 64%). No Metacritic, o filme possui a pontuação 60/100 com base em 26 avaliações, indicando "críticas mistas ou médias". O público entrevistado pelo CinemaScore deu ao filme uma nota média "A" em uma escala de "A+" a "F".
A crítica de cinema Lisa Kennedy, do jornal The Denver Post, deu ao filme três estrelas e meia de quatro argumentando: "De vez em quando ocorre o improvável: uma sequência supera o original". Colin Covert do Star Tribune disse que Madagascar 3 estabeleceu um alto padrão para comédia de desenho animado e era quase bom demais para crianças; Covert deu 3,5 de 4 estrelas em sua crítica. Stephen Witty, do Newark Star-Ledger, chama o filme de "entretenimento familiar divertido e rápido. [...] a performance jazzística dos animais no circo, feita em cores de luz negra e com uma música de Katy Perry pode ser uma das cenas mais alucinantes em um filme infantil popular desde quando vimos aqueles elefantes cor de rosa em Dumbo". O estudioso de cinema Timothy Laurie escreve que o desenvolvimento do enredo de Madagascar 3 é "recebido com grandes porções de crescimento pessoal e acompanhamentos de romance caprichosamente adicionados à trama".

## Trilha sonora
1. "New York City Surprise"
2. "Gonna Make You Sweat (Everybody Dance Now)" by Danny Jacobs
3. "Wannabe" by Danny Jacobs
4. "Game On"
5. "Hot in Herre" by Danny Jacobs
6. "We No Speak Americano" by Yolanda Be Cool
7. "Light the Hoop on Fire!"
8. "Fur Power!"
9. "Non, je ne regrette rien" by Frances McDormand
10. "Love Always Comes as a Surprise" by Peter Asher
11. "Rescue Stefano"
12. "Firework" by Katy Perry
13. "Afro Circus/I Like to Move It" by Chris Rock & Danny Jacobs
14. "Watermark" by Enya
15. "Time To Say Goodbye" by Sarah Brightman and Andrea Bocelli

## Videogame
Um videogame baseado no filme intitulado Madagascar 3: The Video Game foi lançado em 5 de junho de 2012. O jogo permite que os jogadores joguem como Alex, Marty, Melman e Gloria enquanto viajam pela Europa promovendo o circo realizando acrobacias, atos circenses e completando missões. Foi lançado para PlayStation 3, Xbox 360, Wii, Nintendo 3DS e Nintendo DS. Publicado pela D3 Publisher, as versões para Wii, Xbox 360 e PlayStation 3 foram desenvolvidas pela Monkey Bar Games, enquanto as versões em 3DS e DS pela Torus Games. O jogo recebeu críticas negativas dos críticos com o Metacritic dando à versão Xbox 360 uma nota 45/100.
Um jogo para celular, Madagascar: Join the Circus!, também publicado pela D3 Publisher, foi lançado em 4 de junho de 2012, para iPhone e iPad. O jogo permitia aos jogadores construir um circo e jogar minijogos. O jogo foi removido das App Stores em 16 de junho de 2017.

## Futuro

### Possível sequência
Em junho de 2014, foi anunciado que um "Madagascar 4" seria lançado em 18 de maio de 2018. No entanto, em janeiro de 2015, o filme foi retirado do cronograma de lançamento após uma reestruturação corporativa da DreamWorks Animation. Em abril de 2017, Tom McGrath declarou: "Há coisas em andamento, nada foi anunciado ainda, mas acho que eles [os personagens] mostrarão seus rostos mais uma vez".

### Spin-off
Um filme spin-off intitulado Penguins of Madagascar, retratando as aventuras dos personagens pinguins após os eventos de Madagascar 3, foi lançado em 26 de novembro de 2014. Embora tenha recebido críticas geralmente positivas dos críticos de cinema, o filme obteve um desempenho comercial inferior para os padrões da DreamWorks, causando inclusive uma redução do valor de mercado do estúdio.